# Hanso Foundation
The Hanso Foundation é uma fundação de pesquisas fictícia, criada para a série de televisão de suspense/drama Lost. A principal importância desta é no jogo The Lost Experience, onde são desacobertadas algumas falcatruas cometidas pela empresa e seus diretores. É ela quem financia a Iniciativa DHARMA e foi mencionada primeiramente no filme de orientação da Estação O Cisne. O fundador dessa organização é o misterioso Alvar Hanso.
O website oficial da fundação Hanso é localizada aqui.

## Sede
De acordo com a linha telefônica de Hanso, a fundação é localizada em Copenhagen, Dinamarca.

## Website Oficial
O website da Fundação Hanso opera junto com The Lost Experience, um jogo de realidade alternativa que serve para revelar mais sobre a mitologia do universo Lost. O site está agora completamente remodelado, com mais seções e informações detalhadas sobre a Fundação e seu principal grupo de funcionários.
Contudo com a revelação de uma dica em 16 de junho, o site agora não está disponível devido a invasão de "intrusos maliciosos", de acordo com uma página que ocupa o website. Logo após o explosivo programa ao vivo do DJ Dan, com Rachel Blake e liberação do Norway Video, uma declaração de Alvar Hanso foi encontrada na página principal em 26 de setembro. Esta mensagem explicativa discute seu "infinito arrependimento e garante que o trabalho da Fundação Hanso sempre foi intencionado a trazer renascimento, para a ilha e as pessoas quase mortas". Agradecido para com sua filha, Rachel Blake, e para com os colaboradores da sua causa, Hanso estava livre para "dedicar sua vida e sua Fundação, para trazer um futuro que possa auxiliar, enriquecer, e sustentar nós todos na paz e na alegria". Clicando em "world 'humanity'" na carta (no fim do 3º parágrafo), muda-se a página para uma imagem de Mittlewerk dizendo: "Nós estamos em combate, mas é tudo que isso é - um combate. A humanidade precisa de mim, agora mais do que nunca. Eu tenho o vírus, eu tenho um desejo e não vou falhar".
A estrutura original do website da Fundação Hanso pode ser encontrado neste link.

## Projetos da Fundação Hanso
A Fundação Hanso tem no mínimo sete projetos ativos. De acordo com porta-voz da Hanso, Hugh McIntyre, durante uma aparição no programa Jimmy Kimmel ao Vivo, a iniciativa DHARMA num tempo um projeto financiado por Hanso mas era terminado em 1987.

### Iniciativa de Investigação Eletromagnética
É um dos projetos empreendidos pela fundação de Hanso. É descrito como uma investigação nos vários efeitos do eletromagnetismo, das ondas de rádio às bússolas. Com as inúmeras experiências pelo mundo, a iniciativa eletromagnética da pesquisa aponta trazer à raça humana uma etapa mais próxima em realizar o potencial desta força crucial.

### Iniciativa de Previsão Matemática
É um dos projetos ativos que atualmente estão sendo empreendidos pela fundação de Hanso. Seu objetivo está em predizer mais exatamente os eventos e as tendências futuras analisando estados atuais e criando modelos matemáticos. Os modelos do crescimento da população da iniciativa foram usados pelo ministro do interior Mugato lançar batidas de encontro a seus inimigos tribais.

### Instituto de Avanço Genômico
É um dos projetos ativos que atualmente estão sendo empreendidos pela fundação de Hanso. É controlado provavelmente por Thomas Werner Mittelwerk, que perdeu sua mãe, vitima de uma doença genética rara, e estudava os princípios geneticos em Caltech antes de juntar-se a fundação de Hanso. Entretanto isto não foi provado.

### Programa de Desenvolvimento e Prevenção do Bem-Estar Global
É um dos projetos ativos que atualmente estão sendo empreendidos pela Fundação Hanso. Alegou-se que o programa estava sendo usado pela fundação para conduzir uma operação de colheita de órgãos na Cidade do Cabo, na África do Sul.

### Apelo à Saúde Mental
É um dos projetos ativos que atualmente estão sendo empreendidos pela fundação de Hanso. Age como uma campanha pelo mundo inteiro para dar o melhor tratamento a pacientes mentais juntamente com as clínicas que participam.

### Projeto de Extensão de Vida
É um dos projetos ativos que atualmente estão sendo empreendidos pela fundação de Hanso. Seu objetivo final é estender a vida dos seres humanos de modo que nós possamos conduzir-nos a uma vida mais completa. Foi confirmado que o projeto conseguiu estender com sucesso a vida de seu Orangotango premiado, Joop.

## O pessoal da Fundação Hanso
- Alvar Hanso, Diretor geral e Fundador
- Thomas Mittelwerk, O presidente e Tecnólogo Principal
- Hugh McIntyre, Diretor de comunicações
- Peter Thompson, Vice-presidente, Conselho Geral, e Secretário
- Jacob Vanderfield, Diretor
- Liddy Wales, Diretor
- Lawrence Peck, Diretor
- Dick Cheever, Diretor
- Bill Flood, Diretor
- Sam Hicks, Diretor